# Aeolosomus
Aeolosomus is een geslacht van kevers uit de familie  
kniptorren (Elateridae).
Het geslacht is voor het eerst wetenschappelijk beschreven in 1982 door Dolin.

## Soorten
Het geslacht omvat de volgende soort:
- Aeolosomus rossii (Germar, 1844)